# پارسونز گروو (آریزونا)
پارسونز گروو (به انگلیسی: Parsons Grove) یک منطقهٔ مسکونی در ایالات متحده آمریکا است که در آریزونا واقع شده است. پارسونز گروو ۱٬۳۸۵ متر بالاتر از سطح دریا واقع شده است.